# Anastoechus hummeli
Anastoechus hummeli är en tvåvingeart som beskrevs av Paramonov 1933. Anastoechus hummeli ingår i släktet Anastoechus och familjen svävflugor. Inga underarter finns listade i Catalogue of Life.